# Ismet Rizvić
Ismet Rizvić (Mostar, 6 febbraio 1933 – Sarajevo, 9 dicembre 1992) è stato un pittore bosniaco, considerato uno dei maggiori acquarellisti della Bosnia ed Erzegovina.

## Biografia
Ismet Rizvić nacque a Mostar nel 1933. La madre, Il padre, Husein Rizvić, era insegnante di religione presso la scuola primaria e la Scuola commerciale di Mostar, parlava  la lingua turca e la lingua araba ed era un eccellente calligrafo; l'attività artistica del padre potrebbe aver indirizzato Ismet verso l'insegnamento e verso l'arte. Quando era ancora adolescente, la sua famiglia si trasferì a Sarajevo, dove Ismet visse per sempre.
La sua prima mostra risale alla fine degli anni 1950, in occasione di una collettiva itinerante organizzata dall'Associazione degli artisti visivi della Bosnia ed Erzegovina, portata a Sarajevo, Zenica, Doboj, Bijeljina e Belgrado. Dopo essersi diplomato all'accademia commerciale a Sarajevo nel 1950, lavorò come commesso  per breve tempo. Tra il 1953 e il 1954 assolse gli obblighi di leva, distaccato a Zagabria. Terminato il servizio militare, tornò a Sarajevo e riprese a lavorare nel settore commerciale.. Nel 1961 abbandonò il lavoro e iniziò gli studi artistici nell'Istituto superiore di pedagogia di Sarajevo, presso il Dipartimento per l'educazione e l'istruzione alle arti visive. Nel 1963 diventò membro dell'Associazione degli artisti visivi della Bosnia ed Erzegovina partecipando a molte delle attività espositive di questo gruppo; nello stesso anno assunse la docenza presso la scuola primaria Ivan Cankar dove rimase fino al 1982, quando decise di abbandonare l'insegnamento per dedicarsi completamente all'attività di artista.. Nel 1966 vinse una borsa di studio e soggiornò a Londra per un mese.
Ismet e la moglie viaggiarono molto in Italia; nel 1971 visitarono per la prima volta Venezia, città dove torneranno più volte. Nei molti viaggi in Italia, l'artista ebbe modo di visitare molte città, spingendosi sino in Sicilia. Nel 1970 espose i suoi acquarelli presso la galleria del Forziere di Ferrara. I molti viaggi, per lo più organizzati dalla moglie, furono d'ispirazione all'Artista che visitò tutta l'Europa, i paesi dell'Est e il Maghreb.
Ismet Rizvić morì a Sarajevo il 9 dicembre 1992, durante l'assedio della città.

## Stile
Lo stile preferito dall'artista era l'acquarello, ma si è cimentato anche in lavori a pastello, matita e tecniche miste. Le sue opere raffigurano in larga parte paesaggi e rappresentazioni della natura. La sua ispirazione era tratta dai colori della pioggia, della bruma, dell'acqua e della vegetazione. Negli anni 1980 le opere di Ismet si fanno più astratte, anche se i temi sono sempre quelli della natura.

## Riconoscimenti
Il 4 maggio 2007 in Bosnia ed Erzegovina è stato emesso un francobollo dedicato all'artista, dal valore di 1,5 BAM.
Presso il Bošnjački Institut di Sarajevo è allestita dal 2008 una mostra permanente dedicata alle opere di Rizvić, costituita da una 47 acquarelli e tre pastelli, donati dalla vedova Mubera Rizvić.